# Jacques-Nicolas Bellin
Jacques-Nicolas Bellin (Parigi, 1703 – Versailles, 21 marzo 1772) è stato un cartografo e geografo francese.

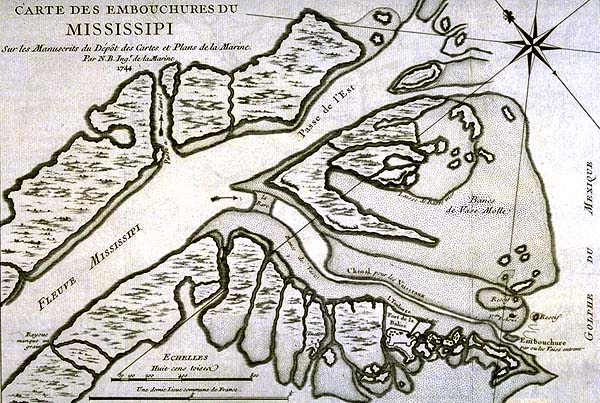
Sur les Manuscrits du Dépôt des Cartes et Plans de la Marine

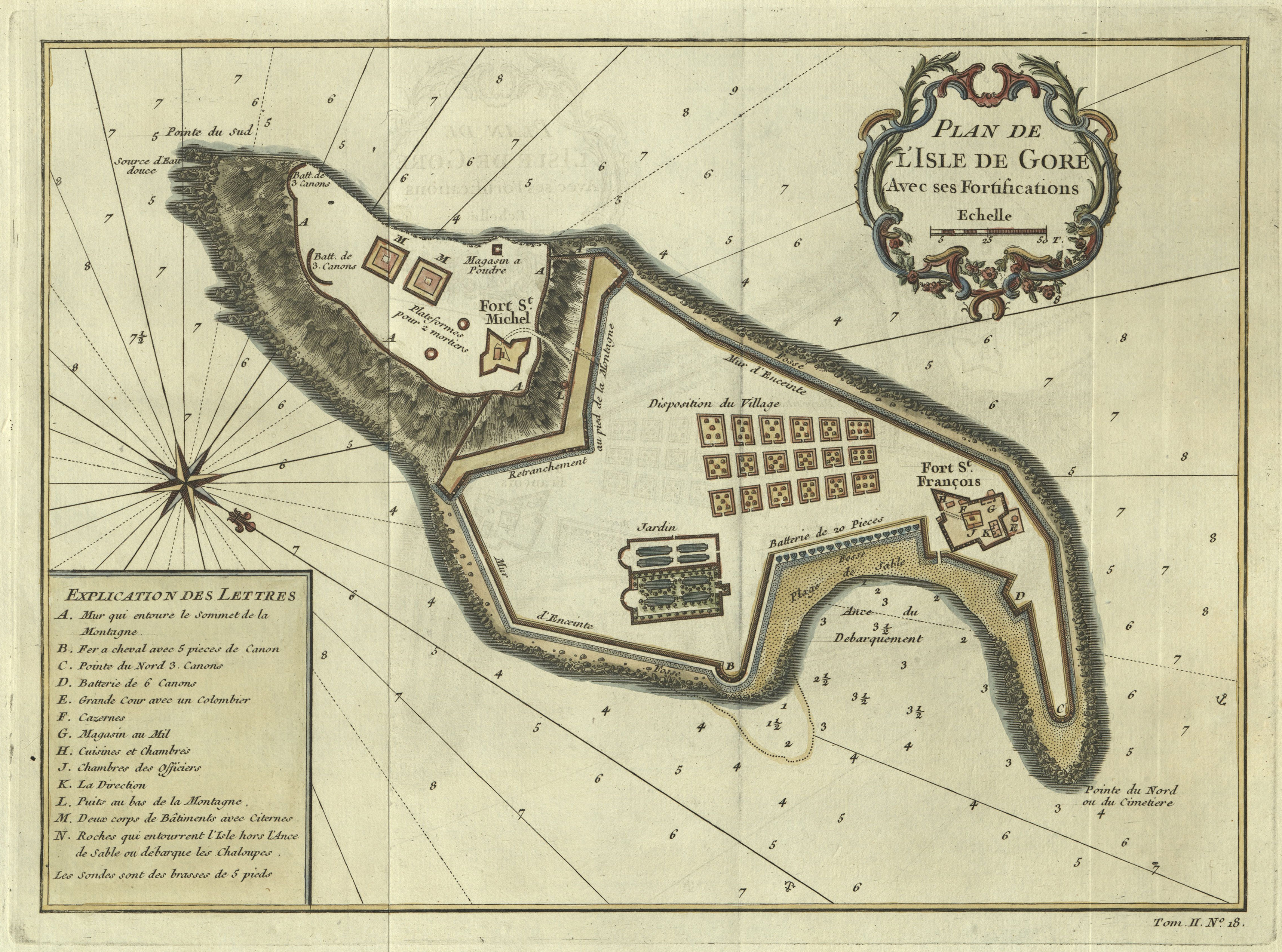
Plan de L'Isle de Gore, 1749

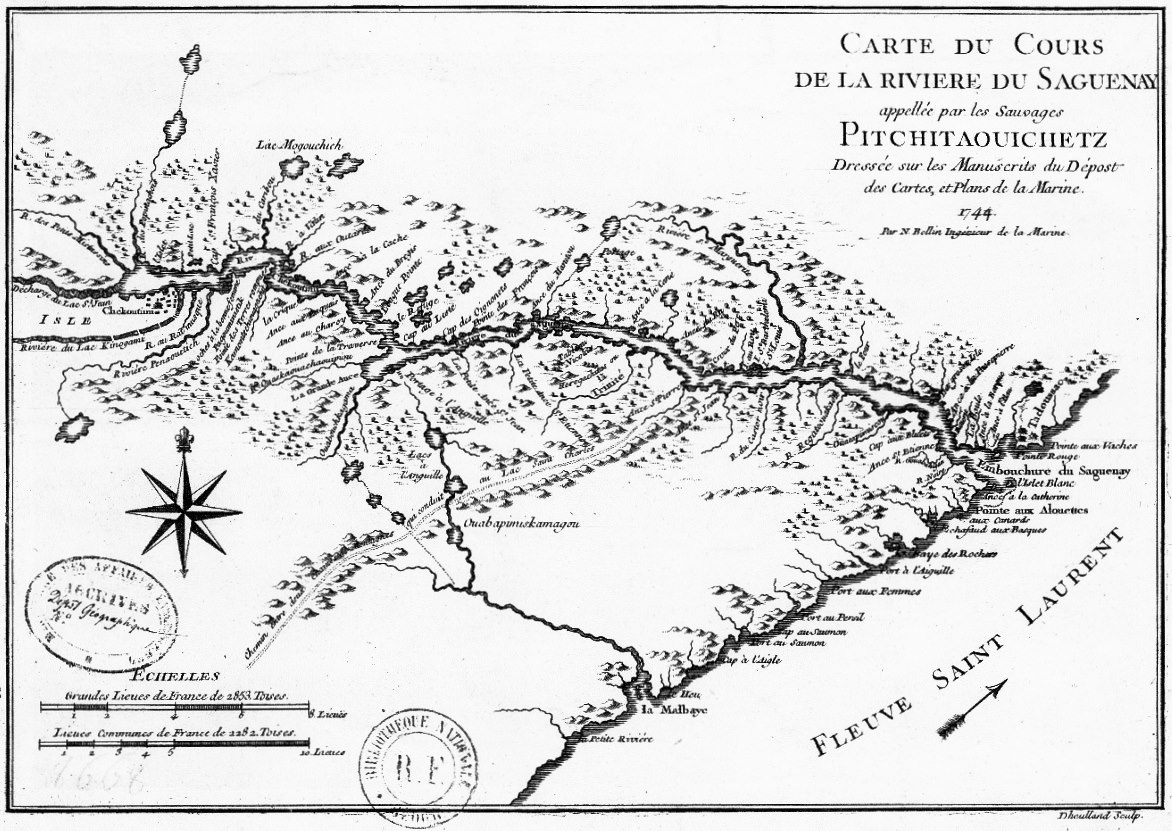
Carte du cours de la Rivière du Saguenay appelée par les Sauvages Pitchitaouichetz, 1744

Bellin nacque a Parigi. Idrografo presso l'Ufficio Idrografico francese, fu un membro della Académie de Marine e della Royal Society di Londra. In oltre 50 anni di carriera, produsse un gran numero di carte di particolare interesse per il Ministère de la Marine. Le sue mappe del Canada e dei territori francesi in America del Nord (Nuova Francia, Acadia, Louisiana) sono particolarmente preziose. Morì a Versailles.

## Primo "Ingenieur de la Marine"
Nel 1721, all'età di 18 anni, fu nominato idrografo (cartografo capo) alla Marina Militare francese. Nell'agosto del 1741, divenne il primo Ingénieur de la Marine del Depot des cartes piani et de la Marine (l'ufficio idrografico francese) e fu nominato ufficiale idrografico del re di Francia.

## Alto standard di eccellenza
Bellin produsse un'ingente quantità di grafici e mappe tra le quali è da ricordare una grande mappa del mare di Francia chiamata Neptune Francois. Produsse inoltre una serie di atlanti del mare di tutto il mondo, ad esempio, il Maritime Atlas e la Francaise idrografica. Queste mappe guadagnarono fama e rispetto in tutta Europa tanto che furono ripubblicate per tutto il 18 ° e anche nel secolo successivo.
Bellin produsse anche mappe di formato più piccolo come il Petit 1764 Atlas Maritime (5 vol.) contenente 580 miniature finemente dettagliate.
Fisso' inoltre uno standard molto elevato in merito all'accuratezza nella lavorazione e facendo guadagnare così alla Francia un ruolo di primo piano nella cartografia e geografia europea. Molte delle sue mappe sono state copiate da altri cartografi europei.